# 109P/Swift-Tuttle
La Cometa Swift-Tuttle, formalmente designata come 109P/Swift-Tuttle, è una cometa periodica del sistema solare, appartenente alla famiglia cometaria della cometa di Halley. È il corpo progenitore dello sciame meteorico delle Perseidi, tra i più conosciuti e regolari: tale legame fu scoperto da Giovanni Schiaparelli nel 1866, a seguito del passaggio al perielio della cometa del 1862, come riportato in un suo scambio epistolare con padre Angelo Secchi.

## Scoperta
È stata scoperta indipendentemente da Lewis Swift il 16 luglio del 1862 e da Horace Parnell Tuttle il successivo 19 luglio. Alcuni astronomi italiani la scoprirono indipendentemente: Antonio Pacinotti e Carlo Toussaint da Firenze il 22 luglio 1862, padre Paolo Rosa il 25 luglio 1862 da Roma . La cometa ha fatto ritorno nel 1992, riscoperta dall'astrofilo giapponese Tsuruhiko Kiuchi il 27 settembre di quell'anno.

## Pericolo di collisione
La cometa descrive un'orbita che ha alte probabilità di entrare in collisione con la Terra o la Luna in futuro: questo evento, però, sembra per fortuna scongiurato almeno per tutto il millennio corrente.
L'allarme venne lanciato dopo il ritorno della cometa del 1992: in quella occasione, il passaggio al perielio si verificò con 17 giorni di ritardo rispetto a quanto preventivato. Si calcolò allora che, se anche il successivo passaggio al perielio, previsto per il 12 luglio 2126, si verificasse con un ritardo quasi analogo, più precisamente di 15 giorni, la cometa avrebbe potuto colpire la Terra o la Luna il 14 agosto di quello stesso anno.
Successivamente, il calcolo della traiettoria dell'orbita è stato migliorato grazie all'identificazione di tre precedenti passaggi (nel 1737, nel 188 e nel 69 a.C.): l'orbita si è rivelata più stabile di quanto ipotizzato, facendo svanire il timore di una minaccia almeno per i prossimi ritorni della cometa.
La minima distanza tra l'orbita della cometa 109P/Swift-Tuttle e quella terrestre (minimum orbital intersection distance o MOID) è attualmente di 0,00089 unità astronomiche (133 000 km).
La cometa ha un'orbita retrograda, come si evince dal fatto che essa presenta una inclinazione superiore ai 90° e precisamente di 113° 27'.